# Rhinomacquartia chaetophora
Rhinomacquartia chaetophora är en tvåvingeart som beskrevs av Brauer och Julius Edler von Bergenstamm 1891. Rhinomacquartia chaetophora ingår i släktet Rhinomacquartia och familjen parasitflugor. Inga underarter finns listade i Catalogue of Life.